# Johann Philipp Burggrave

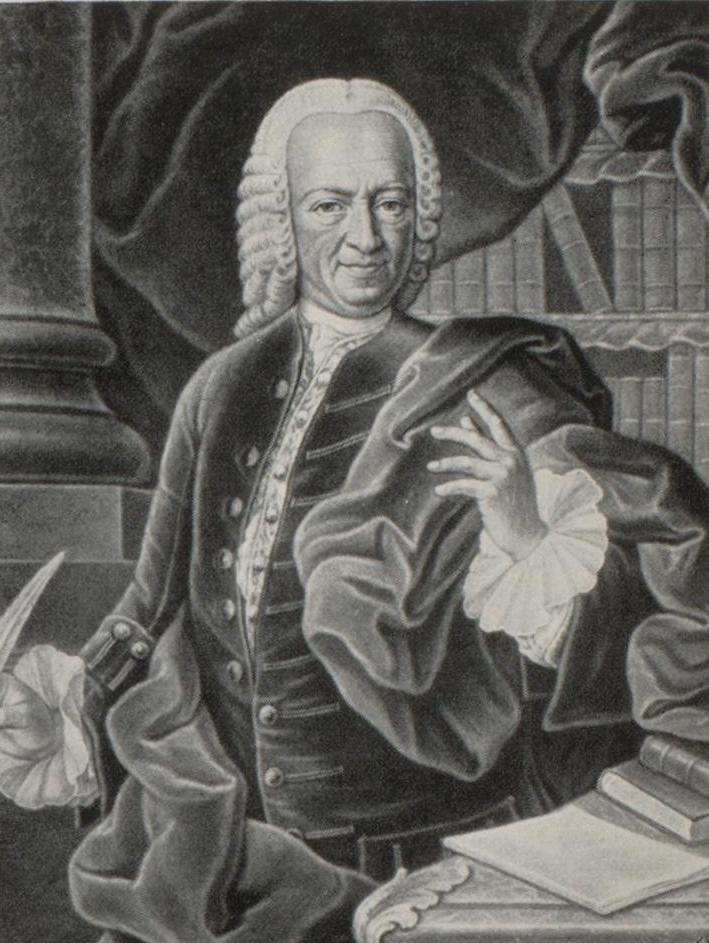
Johann Philipp Burggrave

Johann Philipp Burggrave der Jüngere (* 1. September 1700 in Darmstadt; † 5. Juni 1775 in Frankfurt am Main) war ein deutscher Arzt. Er war Hausarzt der Familie Goethe.

## Leben
Burggrave war Sohn des Arztes Johann Philipp Burggrave der Ältere. Er ging 1718 zum Studium der Medizin an die Universität Jena, an der er insbesondere unter dem Einfluss Georg Wolfgang Wedel stand. Zu Ostern 1721 wechselte er an die Universität Halle, an der er Friedrich Hoffmann als zentralen Lehrer hatte, der aber seine akademischen Pflichten nicht voll ausfüllte, weshalb Burggrave Halle nach kurzer Zeit wieder verließ. Zwischenzeitlich lebte er in Frankfurt, bevor er 1724 an die Universität Leiden ging, an der er am 3. August zum Dr. med. promoviert wurde.
Burggrave kehrte nach Frankfurt zurück und wurde dort praktischer Arzt und Autor medizinischer Schriften. 1737 lehnte er einen Ruf als Leibarzt des Markgrafen Friedrich III. von Brandenburg-Kulmbach ab. Er wurde am 23. Juni 1741 mit dem Beinamen Seranus III. zum Mitglied (Matrikel-Nr. 514) der Kaiserlichen Akademie der Naturforscher Leopoldina gewählt. Er stieg zum ersten ausübenden Arzt von Frankfurt am Main auf, war Hausarzt der Familie Goethe, kurmainzischer Leibarzt und Hofrat.

## Werke (Auswahl)
- De methodo medendi pro climatum diversitate varie instituenda. Leiden 1724.
- De existentia spirituum nervosorum. Frankfurt am Main 1725.
- Lexicon medicum universale. Band 1, Frankfurt am Main 1733 (wurde nicht fortgesetzt).
- Bedenken von dem Gehalt und den Kräften des Fachinger Sauerwassers. Frankfurt am Main 1749.
- De aëre, aquis et locis urbis Francofurtanae ad Moenum commentatio. Frankfurt am Main 1751.
- Auserlesene Medizinisch Fälle & Gutachten. Frankfurt am Main 1784.